# Burgo
Burgo ist ein Ort und eine ehemalige Gemeinde in Portugal.

## Geschichte
Der heutige Ort entstand vermutlich nach der Reconquista. Er trug die Bezeichnung Vila Meã do Burgo oder auch Burgo Novo de Arouca und wurde 1363 Sitz eines eigenen Kreises. 1817 wurde der Kreis Burgo aufgelöst und als eigene Gemeinde dem Kreis Arouca angegliedert. Im Zuge der Gebietsreform in Portugal am 29. September 2013 wurde schließlich die Gemeinde Burgo aufgelöst und mit der Stadtgemeinde von Arouca zur neuen Gemeinde União das Freguesias de Arouca e Burgo zusammengefasst.

## Verwaltung
Burgo war eine Gemeinde (Freguesia) im Kreis (Concelho) von Arouca, im Distrikt Aveiro. In der Gemeinde lebten 1993 Einwohner (Stand 30. Juni 2011). Mit der Gebietsreform 2013 wurde Burgo mit Arouca zur neuen Gemeinde Arouca e Burgo zusammengefasst.